# Jerry Collins
Jerry Collins (* 4. November 1980 in Apia, Samoa; † 5. Juni 2015 in Montpellier, Frankreich) war ein neuseeländischer Rugby-Union-Spieler, der auf der Position des Flügelstürmers für RC Narbonne spielte. Er bestritt 48 Länderspiele für die All Blacks. Er war für seine physische Spielweise bekannt und galt auf seiner Position als einer der besten Spieler der Welt.

## Karriere
Collins gewann 1999 mit der neuseeländischen U-19 Nationalmannschaft die Juniorenweltmeisterschaft.
Collins gab am 23. Juni 2001 im Spiel gegen Argentinien sein Debüt für die Nationalmannschaft und bildete in den folgenden Jahren mit Richie McCaw ein erfolgreiches Duo in der dritten Reihe. Fast genau fünf Jahre nach seinem Debüt, am 24. Juni 2006, lief er erstmals als Kapitän der All Blacks auf, erneut ging es gegen Argentinien. Bei der WM 2007 war er in den Gruppenspielen gegen Portugal und Rumänien zwei weitere Male Spielführer.
Am 26. Mai 2008 gab Collins überraschend das Ende seiner Karriere in Neuseeland bekannt. Zuvor hatte er betont, er wolle noch mehrere Jahre bleiben, um sich für die WM 2011 vorzubereiten. Er wechselte nach Frankreich zum Aufsteiger RC Toulon, der von seinem ehemaligen Nationalmannschaftskollegen und Cousin Tana Umaga trainiert wurde. Nach der Saison 2008/09 wechselte er nach Wales zu den Ospreys.
Er spielte ab 2013 zwei Jahre lang in Japan für Yamaha Júbilo, bevor er im Januar 2015 zum RC Narbonne in die zweite französische Liga wechselte.
Collins starb bei einem Autounfall auf der Autobahn westlich von Béziers im Département Hérault zusammen mit seiner Frau. Seine drei Monate alte Tochter kam schwerverletzt in ein Krankenhaus.